# Кайкиас
Кайкиас или Каикиас (на старогръцки: Καικίας, Kaikias; на латински: Caecius) е бог на североизточния вятър и така един от боговете на ветровете (Anemoi). Той е представян като стар мъж с щит, пълен със зърна от градушка, както на кулата на ветровете в Атина.
Името идва от реката Кайкос (днес Bakırçay) в Мизия или от речния бог Кайкос.
При римляните същият вятър се казва Цеций (Caecius), а също и Вултурнус, който се използва за наричането на югоизточен вятър.